# Om Abbes
Pour plus de détails, voir Fiche technique et Distribution.
Om Abbes (arabe : أم عباس) est le seul long métrage du réalisateur tunisien Ali Abdelwahab.
Tourné avec des moyens limités dans les oasis de Gafsa, Tozeur et Nefta, il n'a pas drainé beaucoup de public, selon Victor Bachy,  car, discutable et discuté, il n'a tenu l'affiche que pendant deux semaines. On lui reproche notamment sa langue littéraire et la nature des chansons interprétées par Oulaya qui paraissent sans rapport direct avec le film.

## Synopsis
Abbes, le meilleur cavalier du village et la fierté de sa mère, tombe amoureux d'une jeune fille et l'épouse. Ahmed, le fiancé évincé le guette et le tue. L'autorité judiciaire de la localité ne prend pas position. La mère (Om Abbes) décide de venger son fils.
Trois ans plus tard, un hadj, s'installe au village et gagne la confiance de tous, y compris de l'assassin qui lui avoue son crime. Le hadj, en fait Om Abbes déguisée, poignarde Ahmed et accomplit ainsi sa vengeance.

## Fiche technique
- Titre : Om Abbes (Mère de Abbes)
- Réalisation : Ali Abdelwahab assisté d'Hamadi Arafa et Mohamed Hammami
- Scénario : M'hamed Marzouki
- Photographie : Ezzedine Ben Ammar
- Son : Abdelkader Alouani
- Montage : Latifa Ben Jemaa
- Production : Société Faïza
- Pays d'origine :  Tunisie
- Langue : arabe
- Format : noir et blanc - 35 mm
- Genre : drame bédouin
- Durée : 90 minutes
- Date de sortie :  
  -  Tunisie : 24 janvier 1970

## Distribution
- Zohra Faïza
- Hattab Dhib
- Mohamed Ben Ali
- Oulaya
- Raouf Nigrou
- Béchir Rahal
- Mohamed Darragi
- Manoubia Younes
- Ezzedine Brika
- Abdelaziz Anfaoui
- Yahia Soltana
- Mohamed Zarrouk
- H'mida Jerbi